# Achrestus
Achrestus is een geslacht van kevers uit de familie kniptorren (Elateridae).
De geslachtsnaam werd in 1869 voorgesteld door Ernest Candèze.

## Soorten
Het geslacht omvat de volgende soorten:
- Achrestus antennalis Schwarz, 1902
- Achrestus flavocinctus (Candèze, 1859)
- Achrestus fortunei Chassain & Touroult, 2011 – Martinique
- Achrestus fulvovittatus Champion, 1895
- Achrestus lamellicornis Schwarz, 1902
- Achrestus lycidioides Candèze, 1859
- Achrestus marginatus Candèze, 1859
- Achrestus marginicollis Fleutiaux, 1902
- Achrestus onorei Golbach in Golbach & Aranda de Zamudio, 1988
- Achrestus phyllocerus Candèze, 1859
- Achrestus ruficollis Fleutiaux, 1902
- Achrestus saucius Candèze, 1859
- Achrestus suturalis Schwarz, 1902
- Achrestus trilineatus Schwarz, 1902
- Achrestus venustus Champion, 1895
- Achrestus vincenti Chassain, 2008